# Operation Taco Gary’s
Operation Taco Gary’s ist eine Filmkomödie und das Regiedebüt von Michael Kvamme. Der Film mit Simon Rex und Dustin Milligan in den Hauptrollen als Brüder, die sich auf einen Roadtrip quer durch die USA nach Kanada begeben, feierte Ende Oktober 2024 beim Austin Film Festival seine Premiere.

## Handlung
Der US-Amerikaner Luke hat einen fantastischen Job in Kanada ergattert, verkauft daher alles und bereitet sich auf den Umzug vor. Luke ist überglücklich, besonders, als sein Bruder Danny zu ihm kommt, um ihm beim Umzug zu helfen. Er hat Danny seit Ewigkeiten nicht gesehen. Sein Bruder glaubt an Verschwörungstheorien und lebt meistens abseits der Zivilisation.

## Produktion

### Filmbstab, Besetzung und Dreharbeiten
Regie führte Michael Kvamme, der auch das Drehbuch schrieb. Es handelt sich bei Operation Taco Gary’s um sein Regiedebüt.
Der US-Amerikaner Simon Rex und der Kanadier Dustin Milligan spielen Danny und seinen Bruder Luke. Rex ist besonders für die Hauptrolle in dem Filmdrama Red Rocket von Sean Baker bekannt, Milligan für die Rolle als Ted Mullens in der kanadischen Fernsehserie Schitt’s Creek. Weiter auf der Besetzungsliste finden sich Brenda Song, Tony Cavalero, Jason Biggs, Doug Jones und Arturo Castro.
Die Dreharbeiten fanden im Juni 2023 in Waxhaw und Charlotte in North Carolina statt. Der serbische Kameramann Zoran Popovic war in der Vergangenheit für mehrere deutsche Produktionen wie Alone in the Dark II und War Inc. – Sie bestellen Krieg: Wir liefern und zuletzt für das Historiendrama Unbroken: Weg der Vergebung von Harold Cronk, das Filmdrama Breakthrough – Zurück ins Leben von Roxann Dawson und die Fantasykomödie Die Munsters von Rob Zombie tätig.

### Filmmusik und Veröffentlichung
Die Filmmusik komponierte Jason Lazarus. Zu seinen bekanntesten Arbeiten gehört die Musik für den Kriminalfilm Sleep No More von Antonia Bogdanovich, die Anime-Serie Skull Island und den animierten Kurzfilm Game Over and Over.
Die Premiere des Films fand am 25. Oktober 2024 beim Austin Film Festival statt. Mitte, Ende April 2025 wird er beim San Francisco International Film Festival gezeigt.